# Harry Hamlin
Harry Robinson Hamlin (Pasadena, California, 30 de octubre de 1951) es un actor de cine y televisión estadounidense nominado al Emmy y al Globo de Oro, conocido por sus papeles como Perseo en la película de fantasía de 1981 Furia de titanes, y como Michael Kuzak en la serie de drama legal L.A. Law.

## Primeros años
Hamlin nació el 30 de octubre de 1951, en Pasadena, California, hijo de Berniece (Robinson de soltera), una socialite, y Chauncey Jerome Hamlin, Jr., un ingeniero aeronáutico. De adolescente, asistió a Flintridge Preparatory School, cerca de Pasadena, y The Hill School, un internado privado en Pensilvania, donde jugó fútbol y lacrosse y actuó en los musicales y obras de teatro de la escuela. Hamlin asistió a la Universidad de California en Berkeley y es exalumno del capítulo Theta Zeta de la fraternidad nacional Delta Kappa Epsilon, de la que fue presidente en 1972.
Hamlin se graduó de la Universidad Yale con un título de Bachelor of Arts en drama y psicología, en 1974. A continuación, Hamlin asistió con una beca del programa de formación de actores avanzados del American Conservatory Theatre, del cual obtuvo una maestría en bellas artes en actuación en 1976. Allí, Hamlin protagonizó una producción de Equus, atrayendo la atención del director Stanley Donen.

## Carrera

### Cine y televisión
Hamlin apareció en la producción televisiva de 1976 de La fierecilla domada y también tuvo el papel principal en la miniserie de televisión de 1979 Studs Lonigan. Tuvo un papel en Movie Movie con George C. Scott en 1978, pero su salto a la gran pantalla fue un papel protagónico en la película épica de fantasía de mitología griega de 1981, Furia de titanes). Después, su carrera decayó un tanto con películas tan controvertidas como Su otro amor (1982) y Blue Skies Again (1983). Regresó a la televisión apareciendo en la miniserie Master of the Game (basada en la novela de Sidney Sheldon) en 1984 y Space (basada en la novela de James A. Michener) en 1985.
Hamlin apareció en la serie de drama legal de NBC, L.A. Law, interpretando al abogado Michael Kuzak. Permaneció en la serie desde 1986 hasta 1991, tiempo durante el cual fue votado como el «Hombre vivo más sexy» de la revista People en 1987. Hamlin dejó la serie al final de la quinta temporada.
A principios de 1991, Hamlin apareció en el vídeo musical y cantó en el coro la canción «Voices That Care», que se hizo para apoyar a las tropas de los EE. UU. que estaban estacionadas en Medio Oriente e involucradas en ese momento en la Operación Tormenta del Desierto. Luego apareció en dos episodios de 1992 de Batman: la serie animada, en cada episodio como un personaje separado. En el episodio «Joker's Wild», Hamlin interpretó el papel de Cameron Kaiser, un hombre de negocios despiadado que deposita todo su dinero en un casino, y luego cuenta con el Joker para destruirlo con el fin de cobrar la póliza de seguro de una compañía acreditada, y en el otro episodio, «Moon of the Wolf», proporcionó la voz de Anthony Romulus, un atleta codicioso que toma una poción para mejorar sus habilidades, pero se da cuenta demasiado tarde de que lo ha transformado en un hombre lobo. En 1995, participó en la película documental, El celuloide oculto, donde discutió su papel en la película Su otro amor.
En 2001, protagonizó la comedia de televisión Bratty Babies, y en 2002 retomó el papel de Michael Kuzak en una película de televisión de reunión L.A. Law reunion.
En 2004, Hamlin comenzó un papel recurrente en la serie de televisión Veronica Mars. Interpretó al héroe de acción que se desvanece Aaron Echolls, padre del personaje del show central Logan Echolls, quien tuvo una relación turbulenta con él. El personaje de Hamlin afirma que él (al igual que Hamlin en la vida real) fue el «Hombre vivo más sexy» de la revista People en 1987. La esposa de Aaron, Lynn, fue interpretada por la esposa de Hamlin, Lisa Rinna. Hamlin apareció comenzando en el sexto episodio de la primera temporada, «Return of the Kane», e hizo su última aparición en el final de la segunda temporada, «Not Pictured». En 2006, Hamlin participó en la tercera temporada de Dancing with the Stars siendo emparejado con la bailarina profesional Ashly DelGrosso, pero fue eliminado del programa en la tercera semana
En 2009, Hamlin protagonizó la serie Harper's Island como el Tío Marty. Su personaje fue asesinado abruptamente en el primer episodio al ser cortado por la mitad mientras colgaba de un puente de madera roto.
En junio de 2010, Hamlin apareció en un episodio de Army Wives, y desde entonces se ha convertido en un miembro recurrente del elenco.
En junio de 2010, Hamlin protagonizó la película de Hallmark Channel, You Lucky Dog.
El 4 de diciembre de 2008, TV Guide informó que Hamlin y Rinna firmaron un acuerdo para crear una serie de telerrealidad llamada Harry Loves Lisa que se basa en su vida familiar. La serie fue desarrollada por TV Land y se estrenó el 6 de octubre de 2010.
En 2012, Hamlin comenzó a interpretar a Lloyd Lishman, un amante mayor de Ian Gallagher (Cameron Monaghan) en la versión estadounidense de Shameless (7 episodios al final de la temporada 3). Apareció en un comercial de pañales para adultos con su esposa durante un programa de televisión de horario estelar.
A partir del 28 de abril de 2013, Hamlin apareció en varios episodios de la sexta temporada (1968) de Mad Men como el ejecutivo publicitario Jim Cutler después de la fusión de Sterling Cooper Draper Pryce y Cutler Gleason and Chaough. Hamlin fue nominado para un Premio Primetime Emmy de 2013  por Mejor Actor Invitado en una Serie de Drama por su aparición en «A Tale of Two Cities».
En 2017, Hamlin fue elegido como Addison Hayes, un misterioso y poderoso cerebro cuya agenda colisionará con Swagger en el nuevo programa de la cadena estadounidense Shooter.

### Videojuegos
Hamlin repitió el papel de Perseo en el videojuego de 2007 God of War II. En el juego, Perseo fue atrapado en una habitación mientras buscaba a las Hermanas del Destino para revivir a su amante muerto, y cree que Kratos será enviado por los dioses para ponerlo a prueba.

### Libros
En 2010, Hamlin publicó el libro Full Frontal Nudity: The Making of an Accidental Actor en el que comparte historias de su carrera como actor. (ISBN 1-4391-6999-3)

## Vida personal

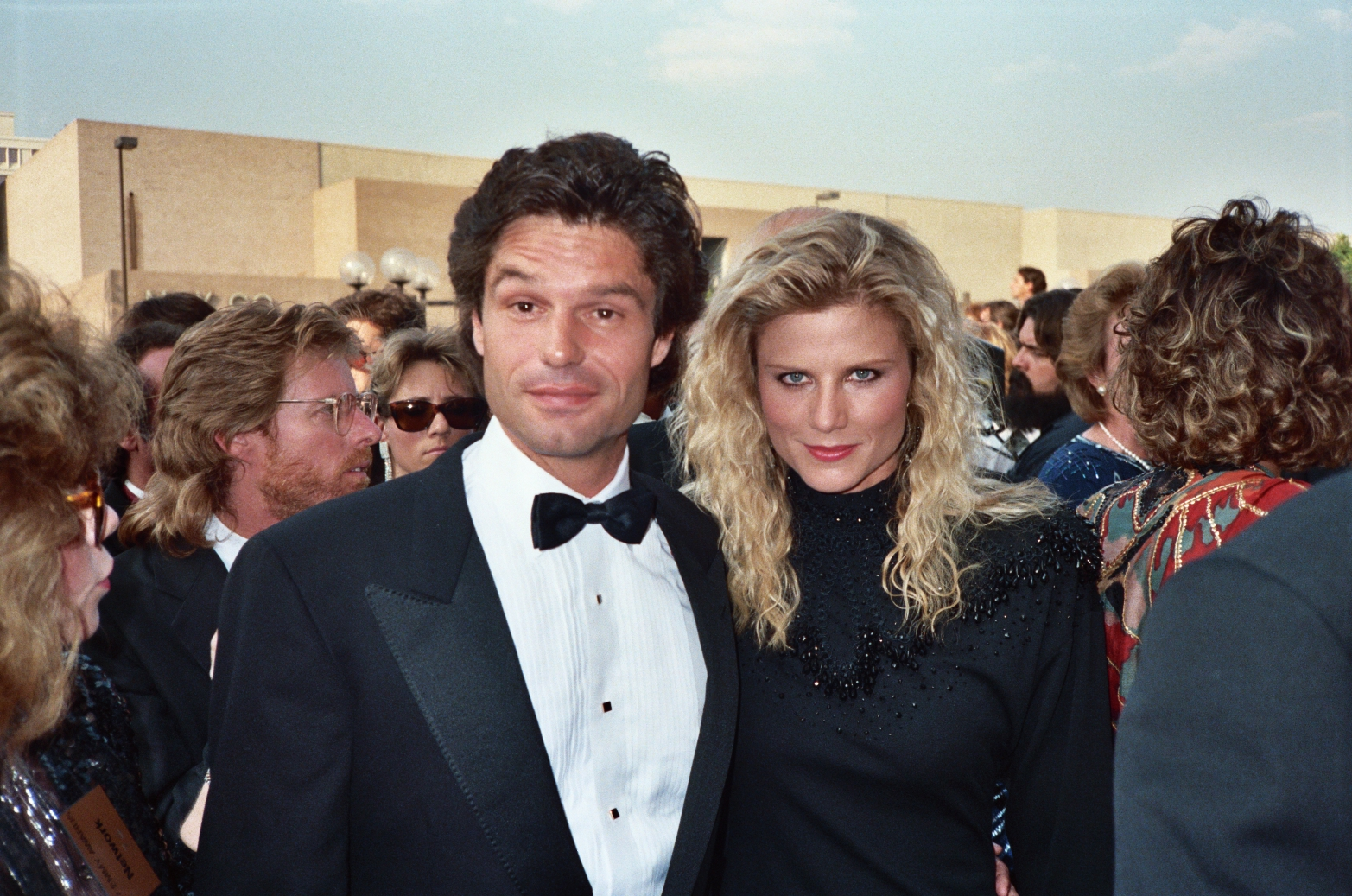
Hamlin con su entonces esposa, Laura Johnson en los Premios Emmy 1987.

Hamlin mantuvo una relación de cuatro años con la actriz suiza y la original «Chica Bond», Ursula Andress, su coprotagonista en la película Furia de titanes, desde 1979 hasta 1983. En 1980, Hamlin tuvo un hijo (Dimitri Alexander Hamlin) con Andress. De 1985 a 1989, estuvo casado con la actriz Laura Johnson y entre 1991 y 1992, con la actriz Nicollette Sheridan.
Desde 1997, Hamlin está casado con la exactriz y presentadora de televisión de Days of Our Lives, Lisa Rinna. Tienen dos hijos, Deli Belle Hamlin y Amelia Gray Hamlin, que aparecieron en el reality show Harry Loves Lisa con la pareja. La pareja también protagonizó la primera temporada de Veronica Mars como Aaron y Lynn Echolls, una pareja casada.
Las esposas de Hamlin han sido prominentes actrices de telenovela en horario estelar: Rinna protagonizó en Melrose Place, Sheridan fue habitual en Knots Landing y más recientemente en Desperate Housewives, mientras que Johnson fue un habitual en Falcon Crest (en la que incluso Andress luego hizo apariciones de invitada)
Hamlin es un defensor de la energía de fusión y es cofundador de Tri-Alpha Energy, Inc. y también es miembro de la junta de Advanced Physics Corporation.

## Filmografía

### Películas
| Año  | Título               | Papel                  | Notas                                                     |
| ---- | -------------------- | ---------------------- | --------------------------------------------------------- |
| 1969 | Hercules             | —                      |                                                           |
| 1978 | Movie Movie          | Joey Popchik           | Nominado—Globo de Oro a la nueva estrella del año - Actor |
| 1981 | Furia de Titanes     | Perseo                 |                                                           |
| 1981 | King of the Mountain | Steve                  |                                                           |
| 1982 | Su otro amor         | Bart                   |                                                           |
| 1983 | Blue Skies Again     | Sandy                  |                                                           |
| 1985 | Maxie                | Él mismo               |                                                           |
| 1993 | Save Me              | Jim Stevens            |                                                           |
| 1993 | Under Investigation  | Detective Harry Keaton |                                                           |
| 1994 | Ebbtide              | Jeff Warren            |                                                           |
| 1997 | Allie & Me           | Dustin Halaburton      |                                                           |
| 1998 | Frogs for Snakes     | Klench                 |                                                           |
| 2000 | Shoot or Be Shot     | Jack Yeager            |                                                           |
| 2001 | Perfume              | Hancock                |                                                           |
| 2002 | Roads to Riches      | Dan Smith              |                                                           |
| 2008 | Strange Wilderness   | Sky Pierson            |                                                           |
| 2013 | Shiva and May        | Ed                     |                                                           |
| 2015 | The Meddler          | TV Dad                 |                                                           |
| 2016 | Director's Cut       | Godfrey Winters        |                                                           |
| 2016 | Rebirth              | Gabe                   |                                                           |
| 2023 | 80 for Brady         | Dan O'Callahan         |                                                           |

### Televisión
| Año       | Título                                             | Papel                          | Notas                                                                                       |
| --------- | -------------------------------------------------- | ------------------------------ | ------------------------------------------------------------------------------------------- |
| 1979      | Studs Lonigan                                      | Bill 'Studs' Lonigan           | 3 episodios                                                                                 |
| 1984      | Master of the Game                                 | Anthony James 'Tony' Blackwell | 3 episodios                                                                                 |
| 1985      | Space                                              | John Pope                      | 5 episodios                                                                                 |
| 1986–1991 | L.A. Law                                           | Michael Kuzak                  | 102 episodios Nominado—Globo de Oro al mejor actor de serie de televisión - Drama (1988–90) |
| 1987      | Laguna Heat                                        | Tom Shephard                   | Película de televisión                                                                      |
| 1988      | Favorite Son                                       | Senator Terry Fallon           | Episodio: «Part One»                                                                        |
| 1989      | Dinner at Eight                                    | Larry Renault                  | Película de televisión                                                                      |
| 1990      | Deceptions                                         | Nick Gentry                    | Película de televisión                                                                      |
| 1991      | Deadly Intentions... Again?                        | Charles Raynor                 | Película de televisión                                                                      |
| 1992      | Deliver Them from Evil: The Taking of Alta View    | Richard Worthington            | Película de televisión                                                                      |
| 1992      | Batman: la serie animada                           | Anthony 'Tony' Romulus (voz)   | Episodio: «Moon of the Wolf»                                                                |
| 1992      | Batman: la serie animada                           | Cameron Kaiser (voz)           | Episodio: «Joker's Wild»                                                                    |
| 1992      | La leyenda del Príncipe Valiente                   | Sir Lymon (voz)                | Episodio: «The Traitor»                                                                     |
| 1993      | Poisoned by Love: The Kern County Murders          | Steve Catlin                   | Película de televisión, también conocida como Murder So Sweet                               |
| 1994      | In the Best of Families: Marriage, Pride & Madness | Fritz Klenner                  | Película de televisión, también conocida como Bitter Blood                                  |
| 1995      | Tom Clancy's 'OP Center'                           | Paul Hood                      | Película de televisión                                                                      |
| 1995      | Her Deadly Rival                                   | Jim Lansford                   | Película de televisión                                                                      |
| 1997      | Ink                                                | Brian                          | 4 episodios                                                                                 |
| 1997      | The Nanny                                          | Profesor Steve                 | Episodio: «Educating Fran»                                                                  |
| 1997      | Badge of Betrayal                                  | Sheriff Dave Ward              | Película de televisión                                                                      |
| 1997      | Night Sins                                         | Chief Mitch Holt               | Película de televisión                                                                      |
| 1997      | Time to Say Goodbye?                               |                                | Película de televisión                                                                      |
| 1998      | Like Father, Like Santa                            | Tyler Madison                  | Película de televisión                                                                      |
| 1998      | The Hunted                                         | Doc Kovac                      | Película de televisión                                                                      |
| 1998      | Stranger in Town                                   | Jack                           | Película de televisión                                                                      |
| 1999      | Asesinas silenciosas                               | Vic Rondelli                   | Película de televisión                                                                      |
| 1999–2000 | Movie Stars                                        | Reese Hardin                   | 21 episodios                                                                                |
| 2000      | Quarantine                                         | Presidente Kempers             | Película de televisión                                                                      |
| 2001      | Sex, Lies and Obsession                            | Cameron Thomas                 | Película de televisión                                                                      |
| 2001      | Touched by an Angel                                | Liam                           | Episodio: «Winners, Losers & Leftovers»                                                     |
| 2002      | Disappearance                                      | Jim Henley                     | Película de televisión                                                                      |
| 2002      | L.A. Law: The Movie                                | Michael Kuzak                  | Película de televisión                                                                      |
| 2004–2006 | Veronica Mars                                      | Aaron Echolls                  | 12 episodios                                                                                |
| 2005      | Arrested Development                               | Él mismo                       | Episodio: «For British Eyes Only»                                                           |
| 2007      | Law & Order                                        | Randall Bailey                 | Episodio: «The Family Hour»                                                                 |
| 2009      | Harper's Island                                    | Tío Marty Dunn                 | 2 episodios                                                                                 |
| 2010–2011 | Army Wives                                         | Profesor Chandler              | 8 episodios                                                                                 |
| 2010      | Harry Loves Lisa                                   | Él mismo                       | 2 episodios                                                                                 |
| 2010      | You Lucky Dog                                      | Jim Rayborn                    | Película de televisión                                                                      |
| 2011      | Curb Your Enthusiasm                               | Dino                           | Episodio: «The Smiley Face»                                                                 |
| 2011      | Franklin & Bash                                    | Rick Paxton                    | Episodio: «Bro-Bono»                                                                        |
| 2012      | Christmas High School Reunion                      | —                              | Película de televisión                                                                      |
| 2012      | Shadow of Fear                                     | Richard Steele                 | Película de televisión                                                                      |
| 2012–2014 | Shameless                                          | Lloyd 'Ned' Lishman            | 8 episodios                                                                                 |
| 2013–2014 | Mad Men                                            | Jim Cutler                     | 15 episodios Nominado—Primetime Emmy al mejor actor invitado - Serie dramática              |
| 2014      | Rush                                               | Dr. Warren Rush                | 4 episodios                                                                                 |
| 2014–2015 | Law & Order: Special Victims Unit                  | Jefe Charles Patton            | 2 episodios                                                                                 |
| 2015      | Glee                                               | Walter                         | 4 episodios                                                                                 |
| 2016      | Mom                                                | Fred Hayes                     | 2 episodios                                                                                 |
| 2016–2017 | Graves                                             | Jonathan Dalton                | 5 episodios                                                                                 |
| 2017      | Shooter                                            | Addison Hayes                  | 2 episodios                                                                                 |
| 2017      | Law & Order True Crime                             | Barry Levin                    | 2 episodios                                                                                 |

### Videojuegos
| Año  | Título        | Papel  | Notas |
| ---- | ------------- | ------ | ----- |
| 2007 | God of War II | Perseo |       |